# Diplodok
Diplodok (dupla-drvena greda/šipka) je dinosaur s područja današnje Sjeverne Amerike, koji je živio na kraju jure.
Njegove su kosti nađene u gornjim Morrisonovim formacijama. Živio je od prije 150 do prije 147 milijuna godina. Imao je dugačak vrat, rep i četiri noge. Dugo je bio poznat kao najduži dinosaur. Veličina je sprječavala alosaura i ceratosaure da ga napadaju.
Bio je dug 20 metara, a težak 10 do 16 tona. Vrat i rep činili su mu 60% tjelesne dužine.